# Уиллис, Энтони
Э́нтони Уи́ллис (англ. Anthony Willis; 17 июня 1960, Ливерпуль) — британский боксёр полусредней весовой категории, выступал за сборную Великобритании в начале 1980-х годов. Бронзовый призёр летних Олимпийских игр в Москве, победитель многих международных турниров и национальных первенств. В период 1981—1989 боксировал на профессиональном уровне, владел титулом чемпиона Британии.

## Биография
Энтони Уиллис родился 17 июня 1960 года в Ливерпуле, графство Мерсисайд. Первого серьёзного успеха на ринге добился в 1980 году, когда в полусреднем весе выиграл чемпионат Великобритании среди любителей. Благодаря этой победе удостоился права защищать честь страны на летних Олимпийских играх в Москве — сумел дойти до стадии полуфиналов, где со счётом 0:5 проиграл итальянцу Патрицио Оливе, который в итоге и стал олимпийским чемпионом. Получив бронзовую олимпийскую медаль, в 1981 году Уиллис во второй раз выиграл первенство своей страны, после чего решил попробовать себя среди профессионалов и покинул сборную.
Профессиональный дебют Уиллиса состоялся в сентябре 1981 года, своего первого соперника, британца ямайского происхождения Уинстона Маккензи, он победил техническим нокаутом в первом же раунде. В течение двух последующих лет провёл двенадцать удачных поединков и декабре 1983 года вышел на бой против чемпиона Великобритании в лёгкой весовой категории англичанина Джорджа Фини. На этот раз взять титул Уиллису не удалось, однако два года спустя он вновь получил шанс побороться за чемпионский пояс и теперь был более удачлив, победив единогласным решением судей шотландца Иана Маклеода. Защитил завоёванный пояс только один раз, во время второй защиты в сентябре 1987 года уступил его другому шотландцу Алексу Диксону. Последний раз Энтони Уиллис вышел на ринг в мае 1989 года, был нокаутирован в девятом раунде Пэтом Барреттом, после чего принял решение завершить карьеру спортсмена. Всего в профессиональном боксе провёл 29 боёв, из них 25 окончил победой (в том числе 16 досрочно), 4 раза проиграл.